# Тайшо-Мару
Тайшо-Мару (Taisho Maru) — транспортне судно, яке під час Другої світової війни взяло участь у операціях японських збройних сил в архіпелазі Бісмарка.
Вантажне судно Тайшо-Мару спорудили в 1938 році на верфі Kawasaki Dockyard у Кобе на замовлення компанії Taisho Kisen. Надалі його реквізували для потреб Імперського флоту Японії.
29 жовтня — 6 листопада 1943 Тайшо-Мару у складі конвою SO-904 здійснило перехід з Палау (важливий транспортний хаб на заході Каролінських островів) до Рабаулу — головної японської передової бази на острові Нова Британія, з якої здійснювались операції на Соломонових островах та сході Нової Гвінеї.
У середині листопада 1943-го судно здійснювало зворотний рейс у конвої O-305. Одразу після опівночі 14 листопада бомбардувальники B-24 «Ліберейтор» атакували на малій висоті та влучили в один із трюмів Тайшо-Мару. Судно зазнало пошкоджень, проте змогло 15 листопада повернутись до Рабаулу.
24 січня 1944-го під час авіанальоту на Рабаул у його гавані потопили кілька суден, і серед них Тайшо-Мару. За іншими даними, це сталось під час нальоту 22 лютого 1944-го.